# Relaciones Trinidad y Tobago-Venezuela
Las relaciones Trinidad y Tobago-Venezuela hacen referencia a las relaciones diplomáticas bilaterales entre la República de Trinidad y Tobago y la República Bolivariana de Venezuela. Trinidad y Tobago mantiene una embajada en la ciudad de Caracas, mientras que Venezuela mantiene su embajada en la ciudad de Puerto España.

## Historia

### SigloXX
A pesar de ser dos naciones vecinas, fue recién en el año 1986 que el entonces presidente de Venezuela Jaime Lusinchi se convirtió en el primer presidente de Venezuela en visitar Trinidad y Tobago. Durante su visita, se firmó un acuerdo sobre derechos técnicos, de fabricación y de pesca. A varios miembros de la Guardia Costera de Trinidad y Tobago se les enseñó español para lidiar con situaciones futuras con venezolanos. A pesar de firmar acuerdos de pesca, hubo varios barcos trinitenses incautados por venezolanos después de la visita.

### SigloXXI
A inicios del siglo XXI, el primer ministro de Trinidad y Tobago, Keith Rowley, se benefició de la petrodiplomacia iniciada por el presidente Hugo Chávez y continuada por su sucesor Nicolás Maduro, distribuyendo fondos millonarios a cambio de apoyo diplomático en organizaciones internacionales, principalmente en la Organización de Estados Americanos.
A fines de la década de 2010, debido a la crisis económica y humanitaria que azota a Venezuela y que ha empeorado en los últimos años, Trinidad y Tobago ha sido testigo de un aumento de la inmigración procedente desde Venezuela, con un estimado de 40 000 venezolanos que han emigrado al país hacia 2018. Las relaciones se han mantenido tensas en los últimos años debido a la gran afluencia de venezolanos que presionan los servicios de salud y servicios públicos en la isla. A 16 500 refugiados venezolanos se les otorgaron visas de trabajo temporales e identificaciones con fotografía desde 6 meses a un año.[cita requerida]
El 22 de noviembre de 2020, el gobierno de Trinidad y Tobago deportó a un grupo de inmigrantes venezolanos, incluyendo a 16 niños y menores de edad, expulsándolos al mar en dos embarcaciones sin identificación. Ante el silencio del gabinete de Nicolás Maduro, Juan Guaidó declaró que la Asamblea Nacional de Venezuela abriría una investigación de los hechos. Diputados también expresaron su intención de elevar la denuncia ante instituciones internacionales. La Comisión Interamericana de Derechos Humanos expresó su preocupación ante la deportación y le pidió al gobierno de Trinidad y Tobago "garantizar el ingreso" a su territorio de venezolanos que buscan protección internacional".
Actualmente la comunidad venezolana en Trinidad y Tobago ronda los 60 000.[cita requerida]